# 第一代坎宁伯爵查尔斯·坎宁
第一代坎宁伯爵查尔斯·坎宁 KG GCB KSI PC （Charles Canning, 1st Earl Canning；1812年12月14日—1862年6月17日）是一名英国政治家，印度民族起义期间担任印度总督，也是第一任印度副王。

## 生平

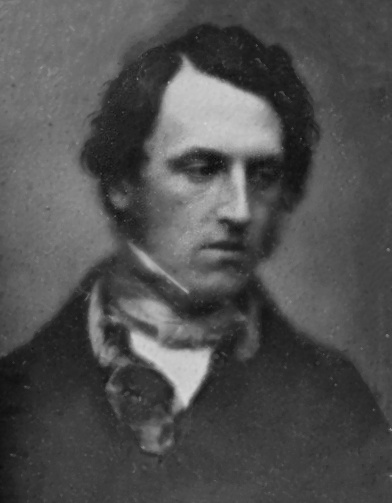
1845年左右摄

坎宁出生于伦敦布朗普顿，是乔治和坎宁女子爵琼·坎宁（约翰·斯科特少将的女儿）最小的孩子，他的父亲曾在1827年担任英国首相。他就读于牛津大学基督堂学院，1833年获得文学学士学位。
1836年，他进入英国下议院，但旋即在1837年因母亲去世而继承了爵位，进入上议院。1841年，他在罗伯特·皮尔爵士的政府中担任外交事务议会副国务大臣（Parliamentary Under-Secretary of State for Foreign Affairs）。他一直担任此职到1846年1月，随后他又在同年1月至7月担任第一森林专员（First Commissioners of Woods and Forests）。

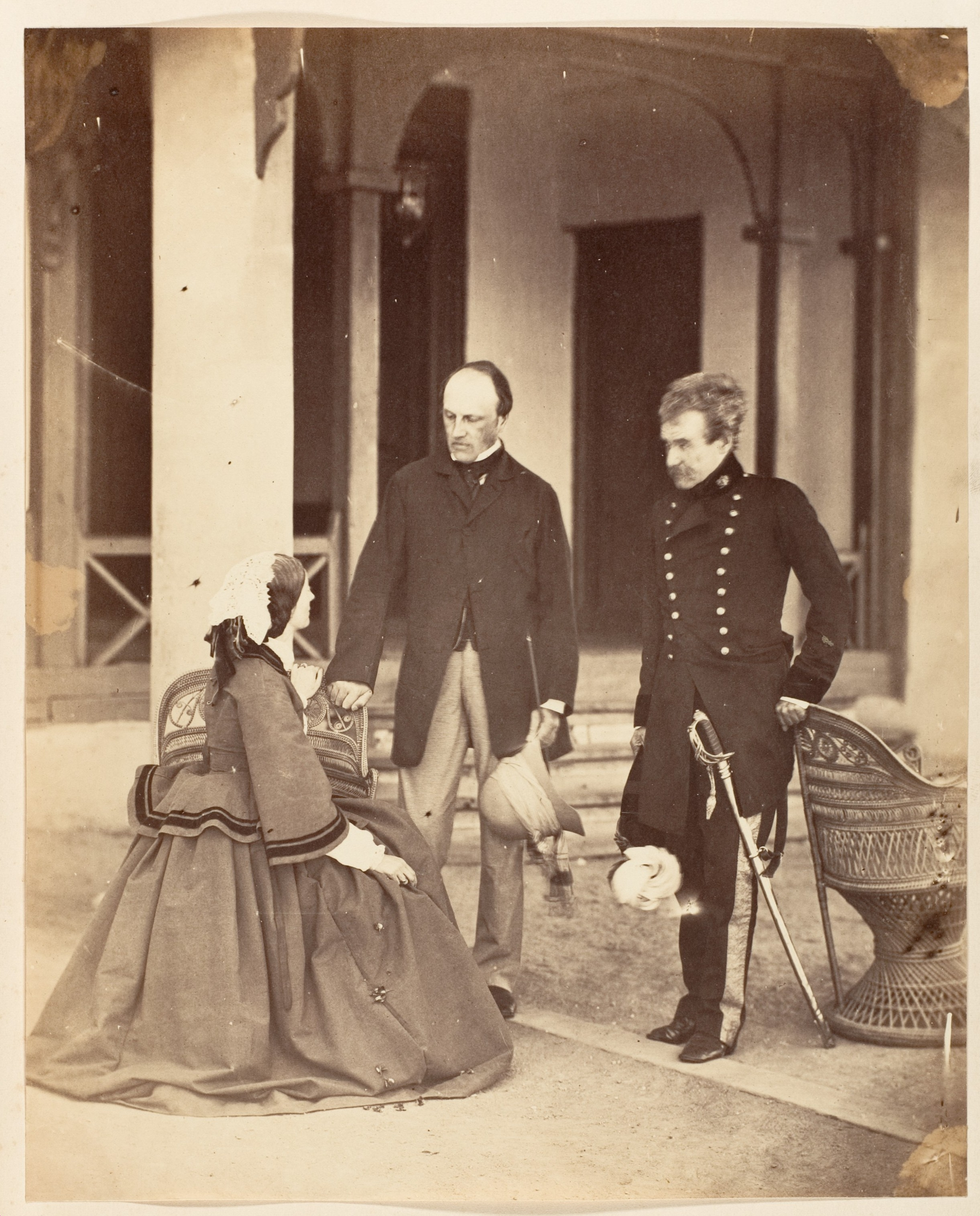
1860年，他与妻子及克莱德勋爵在西姆拉

1847年至1849年间，他在大英博物馆皇家委员会任职。1853年1月，阿伯丁伯爵任命他为邮政大臣，第三代巴麥尊子爵亨利·坦普爾上任后也继续此职，直至1855年7月上任印度总督。被封为总督后，他于1855年12月从英国启航，并于1856年2月底到达印度履职。
他帮助政府度过了印度民族起义，1858年升任印度副王。1859年4月，他因在起义期间的出色贡献获得巴斯大十字勋章，5月升为伯爵。他工作很刻苦，使得健康状况急剧下滑，妻子的去世也给他带来了巨大的打击。他希望回国休养，便于1862年4月返回英国，6月17日在伦敦去世。大约在他去世前一个月，他被封为嘉德骑士。
在叛乱之前，坎宁和他的妻子夏洛特希望通过摄影来调查印度人民的生活，叛乱发生后这项行动由官方资助，1868年至1875年间出版为八卷的《印度人民》（The People of India）一书。